# 大棚町
大棚町（おおだなちょう）は、神奈川県横浜市都筑区の地名。「丁目」の設定のない単独町名である。住居表示未実施区域。

## 地理
都筑区の北東部に位置し、東に南山田町、南東に早渕、南に勝田町と茅ケ崎東と茅ケ崎町、西に中川中央、北西に大棚西、北に牛久保東と接している。

### 字名
- 矢東
- 鵜ノ目
- 杉ノ森
- 才勝土[2]

### 河川
- 早渕川

### 地価
住宅地の地価は、2024年（令和6年）7月1日の神奈川県地価調査によれば、大棚町字矢東144番1の地点で16万7000円/m²となっている。

## 歴史

### 沿革
かつて、横浜市に編入する前は、都筑郡中川村大字大棚の一部であった。
- 1939年（昭和14年）4月1日 - 横浜市に編入。横浜市港北区大棚町となる[7]。
- 1947年（昭和22年）11月12日 - 耕地整理により、茅ケ崎町、勝田町、中川町の各一部が大棚町に編入。大棚町の一部が南山田町へ編入[8]。
- 1969年（昭和44年）10月1日 - 行政区再編成に伴い、港北区が再配置。横浜市港北区大棚町となる[9]。
- 1994年（平成6年）11月6日 - 住居表示の実施に伴い、大棚町の一部が牛久保東一丁目、牛久保東二丁目、早渕二丁目へ編入[10]。行政区再編成に伴い、都筑区の新設され、横浜市都筑区大棚町となる[11]。
- 1995年（平成7年）10月16日 - 住居表示の実施に伴い、牛久保町の一部が大棚町に編入。大棚町の一部が大棚西へ編入[12]。
- 2004年（平成16年）10月18日 - 住居表示の実施に伴い、大棚町の一部が中川中央二丁目へ編入[12]。

## 世帯数と人口
2025年（令和7年）6月30日現在（横浜市発表）の世帯数と人口は以下の通りである。
| 町丁   | 世帯数  | 人口    |
| ------ | ------- | ------- |
| 大棚町 | 664世帯 | 1,462人 |

### 人口の変遷
国勢調査による人口の推移。
| 年                 | 人口  |
| ------------------ | ----- |
| 1995年（平成7年）  | 1,318 |
| 2000年（平成12年） | 1,341 |
| 2005年（平成17年） | 1,490 |
| 2010年（平成22年） | 1,634 |
| 2015年（平成27年） | 1,664 |
| 2020年（令和2年）  | 1,653 |

### 世帯数の変遷
国勢調査による世帯数の推移。
| 年                 | 世帯数 |
| ------------------ | ------ |
| 1995年（平成7年）  | 434    |
| 2000年（平成12年） | 484    |
| 2005年（平成17年） | 527    |
| 2010年（平成22年） | 532    |
| 2015年（平成27年） | 560    |
| 2020年（令和2年）  | 560    |

## 学区
市立小・中学校に通う場合、学区は以下の通りとなる（2024年11月時点）。
| 番・番地等 | 小学校             | 中学校             |
| ---------- | ------------------ | ------------------ |
| 全域       | 横浜市立中川小学校 | 横浜市立中川中学校 |

## 事業所
2021年（令和3年）現在の経済センサス調査による事業所数と従業員数は以下の通りである。
| 町丁   | 事業所数 | 従業員数 |
| ------ | -------- | -------- |
| 大棚町 | 88事業所 | 1,046人  |

### 事業者数の変遷
経済センサスによる事業所数の推移。
| 年                 | 事業者数 |
| ------------------ | -------- |
| 2016年（平成28年） | 83       |
| 2021年（令和3年）  | 88       |

### 従業員数の変遷
経済センサスによる従業員数の推移。
| 年                 | 従業員数 |
| ------------------ | -------- |
| 2016年（平成28年） | 776      |
| 2021年（令和3年）  | 1,046    |

## 交通

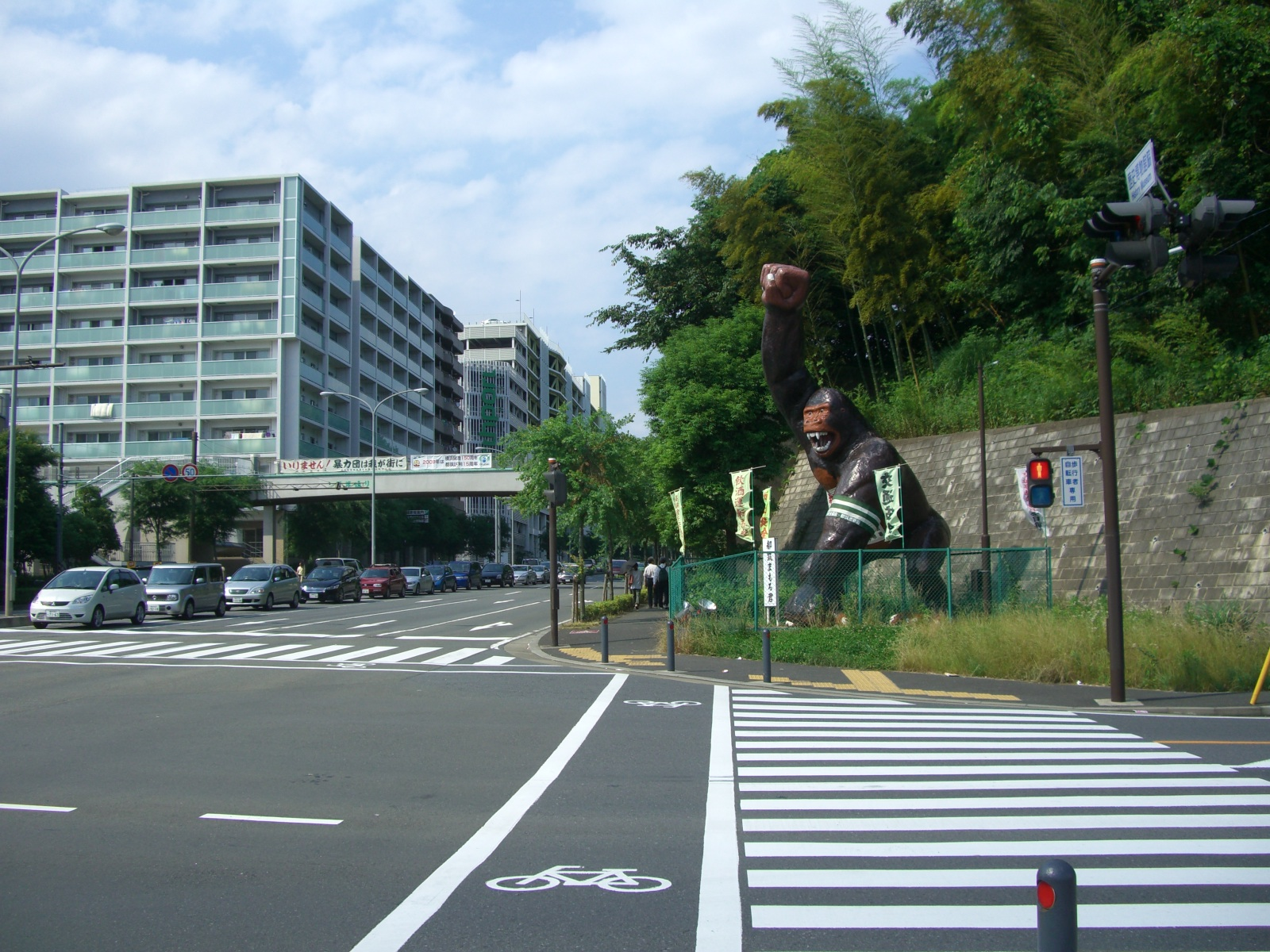
大棚町西部の横浜生田線・歴博通り角にある「都筑まもる君」

- 神奈川県道13号横浜生田線
- 神奈川県道45号丸子中山茅ヶ崎線

## 施設
- 横浜市立中川中学校
- 横浜大棚郵便局[22]

## その他

### 日本郵便
- 郵便番号 : 224-0027[3]（集配局：都筑郵便局[23]）

### 警察
町内の警察の管轄区域は以下の通りである。
| 番・番地等 | 警察署     | 交番・駐在所   |
| ---------- | ---------- | -------------- |
| 全域       | 都筑警察署 | 北山田駅前交番 |